# Verbandsgemeinde Bellheim
Die Verbandsgemeinde Bellheim ist eine Gebietskörperschaft im Landkreis Germersheim in Rheinland-Pfalz. Der Verbandsgemeinde gehören vier Ortsgemeinden an, der Verwaltungssitz ist in Bellheim. Die Verbandsgemeinde entstand bei der Verwaltungsreform im Jahre 1972 und liegt in der Südpfalz.

## Verbandsangehörige Gemeinden
| Ortsgemeinde              | Fläche (km²) | Einwohner |
| ------------------------- | ------------ | --------- |
| Bellheim                  | 20,44        | 8.911     |
| Knittelsheim              | 6,37         | 1.026     |
| Ottersheim bei Landau     | 7,90         | 1.867     |
| Zeiskam                   | 8,85         | 2.175     |
| Verbandsgemeinde Bellheim | 43,45        | 13.979    |

(Einwohner am 31. Dezember 2023)

## Geschichte
Die Verbandsgemeinde Bellheim wurde im Rahmen der Mitte der 1960er Jahre begonnenen rheinland-pfälzischen Gebiets- und Verwaltungsreform auf der Grundlage des „Dreizehnten Landesgesetzes über die Verwaltungsvereinfachung im Lande Rheinland-Pfalz“ vom 1. März 1972, in Kraft getreten am 22. April 1972, neu gebildet.

## Bevölkerungsentwicklung
Die Entwicklung der Einwohnerzahl bezogen auf das heutige Gebiet der Verbandsgemeinde Bellheim; die Werte von 1871 bis 1987 beruhen auf Volkszählungen:
| Jahr | Einwohner |
| 1815 | 5.042     |
| 1835 | 5.731     |
| 1871 | 6.037     |
| 1905 | 6.760     |
| 1939 | 8.102     |
| 1950 | 8.841     |

| Jahr | Einwohner |
| 1961 | 9.549     |
| 1970 | 10.228    |
| 1987 | 10.918    |
| 1997 | 12.952    |
| 2005 | 13.615    |
| 2023 | 13.979    |

## Politik

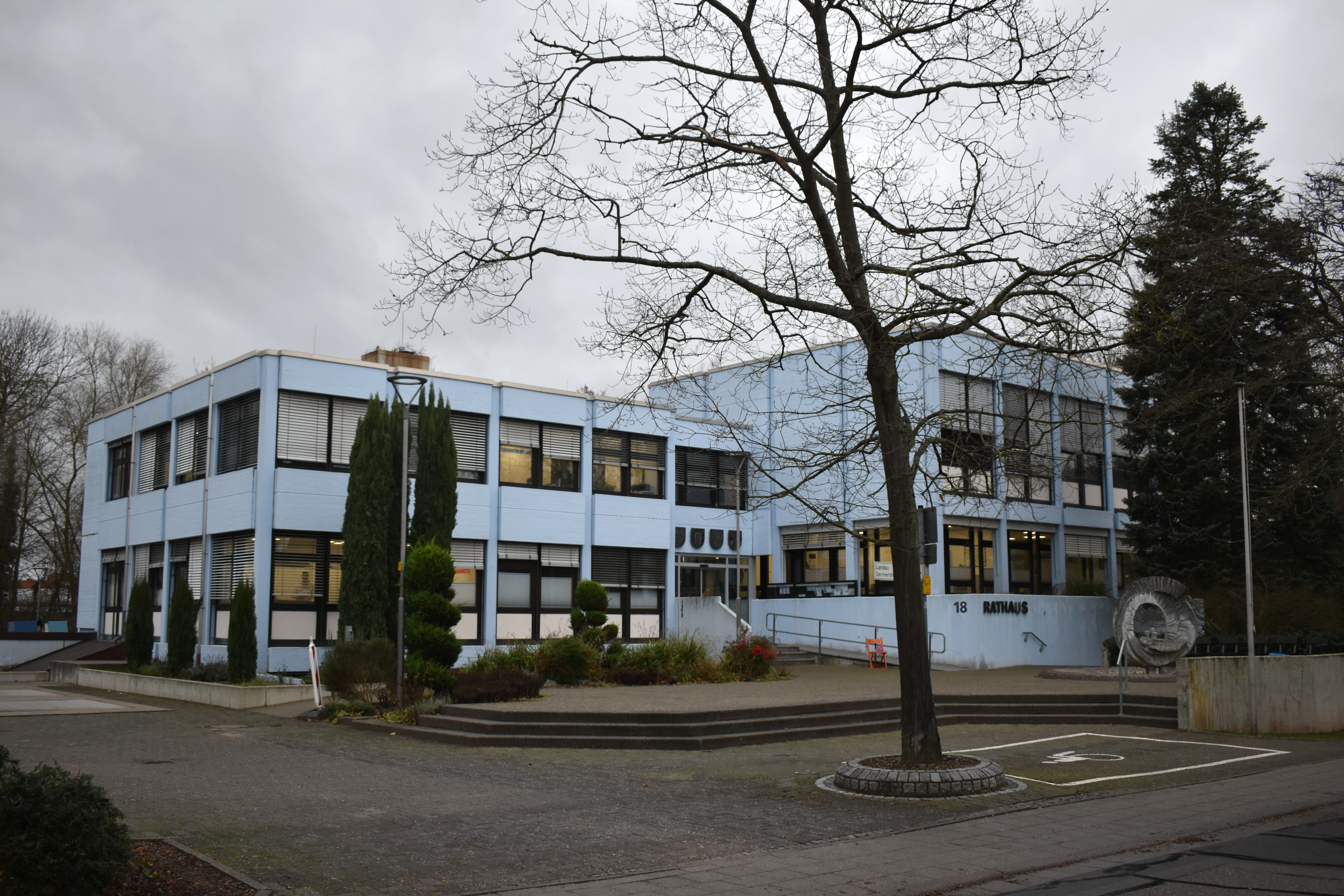
Rathaus der Verbandsgemeinde in Bellheim

### Verbandsgemeinderat
Der Verbandsgemeinderat Bellheim besteht aus 28 ehrenamtlichen Ratsmitgliedern, die bei der Kommunalwahl am 9. Juni 2024 in einer personalisierten Verhältniswahl gewählt wurden, und dem hauptamtlichen Bürgermeister als Vorsitzendem.
Die Sitzverteilung im Verbandsgemeinderat:
| Wahl | SPD | CDU | FDP | ÖDP | FWG a | BfZ b | WGK c | Gesamt   |
| ---- | --- | --- | --- | --- | ----- | ----- | ----- | -------- |
| 2024 | 4   | 9   | 2   | –   | 11    | 1     | 1     | 28 Sitze |
| 2019 | 5   | 9   | 3   | –   | 11    | 0     | –     | 28 Sitze |
| 2014 | 6   | 10  | 2   | –   | 10    | –     | –     | 28 Sitze |
| 2009 | 5   | 10  | 2   | 3   | 8     | –     | –     | 28 Sitze |
| 2004 | 4   | 11  | 2   | 2   | 9     | –     | –     | 28 Sitze |
| 1999 | 8   | 12  | 0   | 2   | 6     | –     | –     | 28 Sitze |

### Bürgermeister
Gerald Job (FWG) wurde am 1. Januar 2023 Bürgermeister der Verbandsgemeinde Bellheim. Bei der Direktwahl am 11. September 2022 war er mit einem Stimmenanteil von 72,2 % gewählt worden.
Jobs Vorgänger Dieter Adam (FWG) hatte das Amt am 1. Juli 1993 übernommen. Zuletzt bei der Direktwahl am 14. Mai 2017 wurde er mit einem Stimmenanteil von 63,4 % für weitere acht Jahre in seinem Amt bestätigt. Im Februar 2022 kündigte er allerdings an, Ende des Jahres seinen Ruhestand anzutreten, wodurch eine vorzeitige Neuwahl erforderlich wurde.

### Wappen
| Banner, Wappen und Hissflagge |  |
|                               |  |
|                               |  |

Die Wappenbeschreibung lautet: „In vierfach von Schwarz und Gold geteiltem Schildbord in geviertem Schild oben rechts in Rot ein goldenes Gemarkungszeichen in Form eines nach unten offenen, oben mit einem nach links geöffneten Haken besetzten Hufeisens, oben links in Gold ein schwarzes, einem Reichsapfel ähnelnden Gemarkungszeichen, unten rechts in Gold ein mit einem knopfartigen Zapfen am unteren Innenrand versehenen schwarzen Ring, in dessen Mitte ein sechsstrahliger roter Stern schwebt, unten links in Blau ein silbernes Hufeisen mit abwärts gekehrten Stollen.“
Das Wappen wurde 1983 von der Bezirksregierung Neustadt genehmigt und zeigt die Hauptelemente der Wappen der vier Ortsgemeinden.